# مسييه 80
مسييه 80 أو م80 (بالإنجليزية: Messier 80) هو تجمع نجمي مغلق، يوجد في كوكبة العقرب. ورقمه طبقا لفهرس مسييه 80.
اكتشفه بيير ميشان عام 1781، ورآه  مسييه في نفس العام.
تسهل رؤية مسييه 80 لهواة الفلك بواسطة تلسكوباتهم البسيطة ويظهر بشكله الكروي. يبلغ قطره الظاهري 10 دقيقة قوسية، ويبعد نحو 32.600 سنة ضوئية عن الأرض، كما يبلغ قطره 95 سنة ضوئية ويحتوي على عدة مئات من النجوم من ضمنها النجوم الزرقاء التي تظهر بأنها حديثة العمر. وتبين صور تلسكوب هابل الفضائي مناطقاً في المجموعة تكثر فيها النجوم الزرقاء مما قد يدل على أن لمركز المجموعة معدل كبير للاصطدامات بين النجوم.

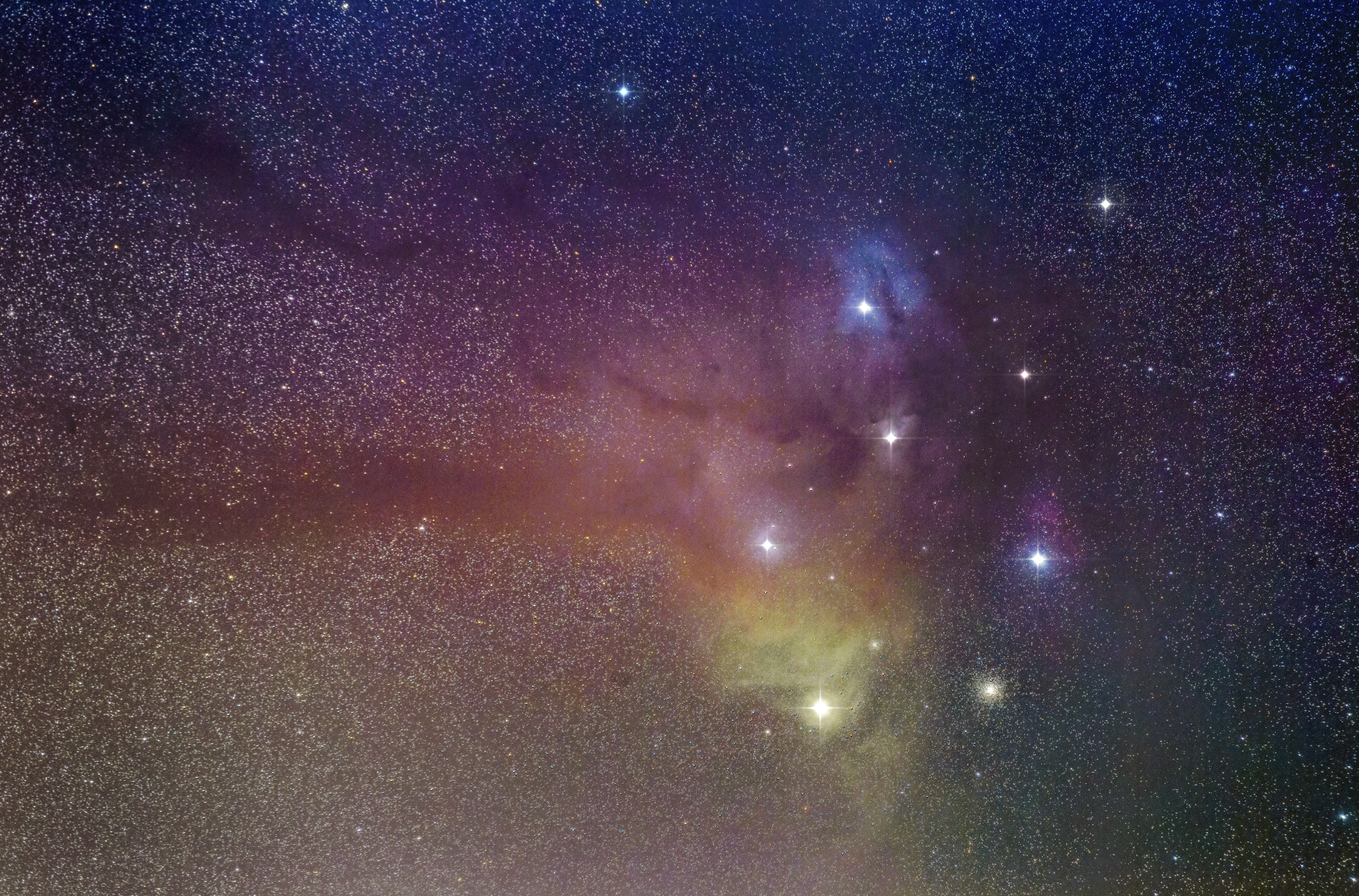
مسييه 80

وقد شوهد مستعر داخل م80  في مايو 1860 وصل سطوعه 0و7 قدر ظاهري.

## اقرأ أيضا
- منطقة هيدروجين II
- مجرة حلزونية
- نجم
- مجرة
- قزم أبيض
- عملاق أحمر
- الانفجار العظيم
- خط زمني للانفجار العظيم
- نجم نيوتروني
- ثقب أسود
- انفجار أشعة غاما 080319ب
- انفجار أشعة غاما 090423
- تصنيف نجمي
- تصنيف الطيف

## وصلات خارجية
- موقع الكون